# 梅諾漢特 (麻薩諸塞州)
梅諾漢特（英語：Menauhant）是位於美國麻薩諸塞州巴恩斯特布爾縣的一個非建制地區。

## 地理
梅諾漢特所處的海拔為高於海平面3米（即10英呎），而該地所採用的時區為UTC-5，即北美东部時區（EST）。同時該地設有夏令時間，為UTC-5調快一小時，即UTC-4（EDT）。